# 東京自由学院
東京自由学院は、東京都渋谷区に所在する音楽・芸能専門の通信制サポート校である。

## 沿革
- 1996年にポピュラー音楽専門の通信制サポート校として東京自由学園を設立。ボーカル、ギター、ベース、キーボード、ドラムを専攻できる日本初の「ロックの高校」としてミュージシャン育成カリキュラムを開始する。

- 2004年には「芸能専攻コース マルチタレント科」を開設。ダンスや演技が専攻授業に加わりマルチタレント育成カリキュラムがスタートする。
- 2008年 校名をフリースピリット音楽芸能学園に変更。これは、学校法人「自由学園」が申し立てた「東京自由学園」という商標(登録第4145910号)の商標登録無効審判で無効の審決が出たことによる(無効2003-35193)。
- 2015年 校名を東京自由学院と変更。
- 2016年８月、校舎を東京都渋谷区に移転。

## 所在地
東京都渋谷区幡ヶ谷1-2-8　林ビルB1F

## コース
- 音楽専攻コース
  - ボーカル科
  - ギター科
  - ベース科
  - キーボード科
  - ドラム科

- 芸能専攻コース
  - 声優アニソン科